# 雅麗道天橋
雅麗道天橋（英語：Elegance Road flyover），又稱觀塘道天橋，是位於香港九龍的一條行車天橋，於1983年4月21日通車，橫跨觀塘道雅麗道和勵業街交界處，其設計原意在於疏導沿觀塘道直駛而非進出牛頭角工業及住宅區的車輛，增強雅麗道和勵業街交界處的容車量，天橋亦是觀塘道來往九龍灣商貿區和啟德隧道的最直接路段。